# Clemens Füsers
Clemens Füsers (* 2. November 1955 in Viersen) ist ein deutscher Schriftsteller, Drehbuchautor und Regisseur.

## Leben und Arbeiten
Füsers war zunächst Fachkrankenpfleger für Geistes- und Nervenkranke in einer nordrhein-westfälischen Klinik und studierte von 1981 bis 1987 Anglistik und Romanistik an der Technischen Universität Berlin. Seit 1987 ist er als Autor, Schauspieler und Regisseur für Film und Fernsehen tätig. Im Jahre 1989 drehte er den Boxerfilm Chicago 6 × 6, in dem Bubi Scholz eine Gastrolle spielte; denselben Titel trug auch sein Prosa-Debüt.
In den 1990er Jahren entstanden zahlreiche Features, Reportagen, Glossen, Sketche und Kurzfilme für diverse Fernsehsender. Seit 1996 ist Füsers Mitglied im Verband Deutscher Drehbuchautoren (VDD). 2002 erhielt er für sein 2003 in Bonn uraufgeführtes Stück Hauptstädter den Emscher Dramapreis und 2004 den Preis Drama X.
Füsers lebt in Berlin und war ab 2006 Mitglied im Kulturbeirat des Bezirks Charlottenburg-Wilmersdorf.  Anfang der 2000er Jahre war er zudem als freier Mitarbeiter bei der NZZ tätig. Er schrieb zwei Kneipenführer für Berlin.
Zwischen 1997 und 2004 veröffentlichte Füsers zwei Romane und einen Erzählungsband. Er vermengte in diesen drei Arbeiten Reales und Surreales. Seine Stilmittel sind Farce, Satire und Groteske. Er fand seine Themen oft bei den Problemen der unteren Gesellschaftsschichten. Wegen diverser Provokationen kündigte sein Haussender DW-TV 1994 die Zusammenarbeit mit ihm. In seinen beiden 2007 aufgeführten Dramoletten geht es um Arbeitslosigkeit.

## Werke

### Bücher und Hörbücher
- mit Gudrun Olthoff: Letzte Runde?: Ein Spaziergang zu traditionellen Berliner Eckkneipen. Tübingen 2009, ISBN 3803033292
- Chicago sechs mal sechs. Erzählungen. Kowalke & Co: Berlin 1997, ISBN 3-932191-03-X
- Danke, gestorben. Roman. Kowalke & Co. Berlin 2000, ISBN 3-932191-14-5
- Punchline. Roman. Aufbau-Verlag. Berlin 2004, ISBN 3-7466-2061-9
- mit Gabi Decker: Leibhaftig! Aufnahme des Theaters Die Wühlmäuse. CD. WortArt. Köln, ISBN 3-7857-1485-8
- mit Gudrun Olthoff: Berliner Jahrhundertkneipen. Lokale mit Geschichte und Geschichten. Lehmstedt: Leipzig 2011, ISBN 3-942473-16-X; Neuauflage bei avedition: Stuttgart 2019, ISBN 978-3-89986-309-3

### Bühnenwerke (Auswahl)
- 1994 Ich wär so gerne Chauvinist. Uraufführung Ratibor Theater, Berlin
- 1998 Gabi Deckers Klassentreffen. Uraufführung Die Wühlmäuse, Berlin
- 2001 Gabi Deckers Casting. Uraufführung Die Wühlmäuse, Berlin
- 2003 Hauptstädter – Farce. Uraufführung Theater im Ballsaal, Bonn
- 2003 Palastrevue – Revuepalast. Uraufführung Friedrichstadtpalast, Berlin
- 2004 Gabi Decker leibhaftig. Uraufführung Die Wühlmause, Berlin
- 2004 Ein Kuss nach dem Ladenschluss. Dramolett. Uraufführung Galaxy, Wien
- 2007 Deckerdenz. Kabarettprogramm, Uraufführung Die Wühlmäuse, Berlin
- 2007 Die Fischverkäuferin / Der Antrag. Zwei Dramolette. Uraufführung Theater ACUD, Berlin

### Filme und Fernsehbeiträge (Auswahl)
- 1986 585 KHZ. Fernsehfilm. Co-Autor und Hauptdarsteller. (ZDF)
- 1990 Kalter Rauch. Kurzkrimi. Buch und Regie. (RIAS TV)
- 1991 Tote trinken keinen Karo. Kurzkrimi. Buch, Regie und Produktion
- 1992–1994 Detlef Durchblick. Ratgeber-Serie. Buch und Regie. (ZDF)
- 1993 Das Geheimnis des Maltesers. Kurzkrimi. Buch, Regie und Produktion. (DW-TV)
- 1993 Der Tod, das muss ein Wiener sein – Totenkult in Wien. Feature. Buch und Regie. (DW-TV, Berlin)
- 1994 Die Reise nach Tunesien. Kurzspielfilm. Drehbuch (Prädikat: „Wertvoll“)
- 1995 Mad in Germany (auch Regie). Comedyshow. RTL II
- 1995 Tatort. Idee und Konzeption des SFB-Tatort-Kommissars „Ernst Roiter“ (Winfried Glatzeder)
- 1998 Tod durch Liebe. Drehbuch. Folge der Krimiserie Im Namen des Gesetzes. (RTL)
- 2002 Die Reise der toten Dichter. Kinofilm. Dramaturg und Co-Autor von Wolf Backhaus

### Sonstiges
- 1998 Children Can’t Be Wrong. The Mariachi Hip-Hop-Club. (Lyrics). CD. Virgin Records
- 2007 Vorovskogoplatz. unveröffentlichtes Hörspiel. produziert von Kulturradio RBB. Berlin
- 2013 Die Theaterhölle. Jurypreis beim Salz 3 - Lüneburger Kurzdramen- und Autorenfestival in Höhe von 500 € zusammen mit Carsten Brandau (Die sich gegen mich)[6].